# Wrestle Kingdom 19
L'édition 2024 de Wrestle Kingdom est un Pay-per-view de catch (lutte professionnelle) produit par la promotion New Japan Pro-Wrestling. L'événement a eu lieu le 4 janvier 2025 au Tokyo Dome à Tokyo, au Japon. Il s'agit de la 19e édition de Wrestle Kingdom.

## Production
Wrestle Kingdom est un Pay-per-view annuel de catch professionnel qui a lieu tous les mois de janvier de chaque année depuis 2007.
Le 3 juillet 2024, la compagnie de catch japonaise annonce que la 19e édition du Pay-per-view aura lieu, comme toutes les éditions précédentes, le 4 janvier 2025 au Tokyo Dome à Tokyo, au Japon,.

## Contexte
Les spectacles de la New Japan Pro Wrestling (NJPW) sont constitués de matchs aux résultats prédéterminés par les scénaristes de la compagnie. Ces rencontres sont justifiées par des storylines – une rivalité avec un catcheur, la plupart du temps – ou par des qualifications survenues dans les shows de la NJPW. Tous les catcheurs possèdent une gimmick, c'est-à-dire qu'ils incarnent un personnage gentil (Face) ou méchant (Heel), qui évolue au fil des rencontres. Un événement comme Wrestle Kingdom est donc un événement tournant pour les différentes storylines en cours.

## Tableau des matchs
| Ordre par numéros | Résultat | Stipulation(s)                                                                                    | Temps |
| --- | --- | ------------------------------------------------------------------------------------------------- | ----- |
| 1P | Hirooki Goto remporte le New Japan Ranbo match en éliminant en dernier Great-O-Khan, | New Japan Ranbo match, Le gagnant deviendra aspirant no 1 au IWGP World Heavyweight Championship. | 34:33 |
| 2 | Ichiban Sweet Boys (Robbie Eagles et Kosei Fujita) battent Intergalactic Jet Setters (Kevin Knight et Kushida) (c), Catch 2/2 (Francesco Akira et TJP) et Bullet Club War Dogs (Clark Connors et Drilla Moloney), | 4-Way Tokyo Terror Ladder match pour les IWGP Junior Heavyweight Tag Team Championship,           | 13:04 |
| 3 | Mayu Iwatani (c) bat AZM, | Match simple pour le IWGP Women's Championship,                                                   | 8:45  |
| 4 | El Phantasmo (avec Jado) bat Ren Narita (c), Jeff Cobb et Ryohei Oiwa (avec Hartley Jackson), | 4-Way match pour le NJPW World Television Championship,                                           | 10:01 |
| 5 | Hiroshi Tanahashi bat Evil, | Lumberjack Deathmatch, Si Hiroshi Tanahashi perd, il devra se retirer des rings.                  | 15:07 |
| 6 | Kōnosuke Takeshita (c) (avec Don Callis) bat Shingo Takagi (c), | Winner Takes All match pour les AEW International Championship et NEVER Openweight Championship,  | 12:46 |
| 7 | El Desperado bat Douki (c) par soumission, | Match simple pour le IWGP Junior Heavyweight Championship,                                        | 5:20  |
| 8 | Yota Tsuji bat David Finlay (c) (avec Gedo), | Match simple pour le IWGP Global Heavyweight Championship,                                        | 19:35 |
| 9 | Tetsuya Naitō bat Hiromu Takahashi, | Match simple,                                                                                     | 17:04 |
| 10 | Zack Sabre Jr (c) bat Shota Umino, | Match simple pour le IWGP World Heavyweight Championship,                                         | 43:44 |
| La lettre C placée entre parenthèses désigne la personne ou l’équipe championne en titre. P – indique que le match a eu lieu lors du pré-show | |                                                                                                   |       |